# Kadufushi
Kadufushi ou Kandufushi est une petite île inhabitée des Maldives. 

## Géographie
Kadufushi est située dans le centre des Maldives, au Nord-Ouest de l'atoll Kolhumadulu, dans la subdivision de Thaa. 